# Rincón del Medik
Rincón del Medik (en árabe: المضيق‎, en lenguas bereberes: Taɣmart, en francés: M'Diq) es una ciudad costera marroquí situada en la región de Tánger-Tetuán-Alhucemas, entre Ceuta y Tetuán en la costa del Mediterráneo. En 2014 tenía 56 227 habitantes.
Situada a 15 km de Tetuán y 25 km de Ceuta, limita al sur con Melalién y al oeste y al norte con Allyene. Tiene una superficie urbana de 480 hectáreas, de las que 153 están urbanizadas.

## Toponimia
El nombre Madīq, pronunciado Mdīq en Marruecos, significa «estrecho» en árabe, debido a que la población se sitúa en un estrechamiento de la costa. De ahí el nombre de Rincón que se le dio durante el Protectorado Español en Marruecos y que sigue siendo utilizado por los habitantes de la región, incluso cuando hablan en árabe.

## Historia
En 1912 quedó dentro de la zona del protectorado español de Marruecos. De 1918 data la inauguración de la línea férrea Ceuta-Tetuán, con estación en el Rincón del Medik, que fue desmantelada con la independencia de Marruecos en 1956. También de 1918 data la iglesia de San Francisco, originalmente en estilo ecléctico de inspiración decimonónica del ingeniero militar Escudero Cisneros, que albergaba también escuelas.Durante esta época se estableció en la población el Regimiento de Artillería nº 76.

## Cultura

### Semana Náutica Internacional de Rincón
La SNIM (Semana Náutica internacional de Rincón/ Semaine nautique internationale de M'diq), organizada por el Royal Yachting Club de M'diq, y patrocinada por diversas entidades, es una de sus mayores atracciones turísticas. Se celebra una vez al año y en torno a ella, se realizan actividades socioculturales.

## Organización territorial

### Barrios de Rincón
- Al Jabal
- Rincón jedid (Rincón nuevo)
- Rabat
- Salam

## Comunicaciones

### Puerto de Rincón
El puerto de la ciudad está dividido en dos partes, una para el turismo y la otra para los pescadores. Ambas han crecido en los últimos años para mejorar su oferta a barcos turísticos nacionales y extranjeros y para proteger a los barcos de las corrientes marinas y aumentar la capacidad de hospedaje del puerto.